# پاولف (دهانه)
پاولف یک دهانه برخوردی در ماه‌ است.

## دهانه‌های اقماری
این دهانه ۶ دهانه اقماری دارد.
| Pavlov | عرض جغرافیایی | طول جغرافیایی | قطر          |
| ------ | ------------- | ------------- | ------------ |
| G      | ۲۹.۱° S       | ۱۴۵.۴° E      | ۴۳.۰ کیلومتر |
| H      | ۲۸.۶° S       | ۱۴۳.۵° E      | ۱۸.۰ کیلومتر |
| M      | ۳۲.۳° S       | ۱۴۱.۸° E      | ۷۴.۰ کیلومتر |
| P      | ۳۳.۷° S       | ۱۳۹.۵° E      | ۴۴.۰ کیلومتر |
| T      | ۲۸.۰° S       | ۱۳۸.۰° E      | ۴۶.۰ کیلومتر |
| V      | ۲۶.۷° S       | ۱۳۸.۰° E      | ۳۸.۰ کیلومتر |